# 山遊亭金太郎 (4代目)
四代目 山遊亭 金太郎（さんゆうてい きんたろう、1979年7月8日 - ）は、落語芸術協会所属の落語家。本名∶藤田 賢治。

## 来歴
1979年、埼玉県に生まれる。父親は画家。埼玉県立川越南高等学校を経て、2004年に東京造形大学研究課程を卒業する。卒業後は樹脂会社に勤務し、2007年に退社。
2007年6月に二代目快楽亭ブラックに入門、9月に「快楽亭正日（ジョンイル）」と命名される。2008年9月に「ブラ淋」に改名。2009年8月にブラック門下を離れる。
2009年9月、三代目山遊亭金太郎に再入門する。前座名「くま八」。
2013年10月10日、二ツ目昇進。2019年9月17日に師匠・三代目金太郎が死去し、金太郎の兄弟子桂南なん門下に移籍。
2024年5月上席より、春雨や風子改メ雲龍亭雨花、講談師の神田真紅改メ三代目松林伯知とともに真打に昇進し、亡くなった前師匠の名跡である四代目山遊亭金太郎を襲名した。

## 芸歴
- 2007年6月 - 二代目快楽亭ブラックに入門、「正日」と命名される。
- 2008年9月 - 「ブラ淋」に改名。
- 2009年
  - 8月 - ブラック門下を破門になる。
  - 9月 - 三代目山遊亭金太郎に入門、前座名「くま八」。
- 2013年10月 - 二ツ目昇進
- 2019年9月 - 金太郎没後桂南なん門下へ移籍。
- 2024年5月 - 四代目山遊亭金太郎を襲名。